# Ідай (циклон)
Циклон Ідаї (МФА: [ˈɪdaɪ]) — найсильніший і найсмертоносніший тропічний циклон, що катастрофічно вплинув на південну Африку в березні 2019 року. Десятий названий шторм і сьомий інтенсивний тропічний циклон сезону 2018—2019 у південно-західному Індійському океані. 4 березня сформована депресія в Мозамбіцькій протоці, вирувала над південним Мозамбіком, а вже 9 березня повернулася до протоки як помірний тропічний шторм Ідаї. Унаслідок швидкої інтенсифікацією досяг свого піку 11 березня з максимальною швидкістю вітру до 175 км/год. Упродовж наступних днів слабшав через структурні зміни у внутрішньому ядрі. 14 березня знову активізувався зі максимально постійними вітрами до 195 км/год та мінімальним центральним тиском у 940 мбар. Вийшов на сушу 15 березня біля Бейри як інтенсивний тропічний циклон. З 16 березня поступово слабшав, вируючи над Мозамбіком та Зімбабве. 21 березня залишки циклону повернутися до протоки та розсіялись.
Станом на 20 березня 2019 року, усього загинуло 733 особи: 417 — у Мозамбіку, 259 — у Зімбабве, 56 — у Малаві, 1 — у Мадагаскарі. Загалом постраждало понад 2,5 млн осіб. Унаслідок сильних вітрів, зсувів та повеней, Ідаї завдав катастрофічних збитків країнам південної Африки та вважається найсильнішим у південній півкулі, зрівнюючись із Мавританським (1892), Французько-полінезійським (1900), Мадагаскарським циклонами та циклоном Леон-Еліне (2000). Президент Мозамбіку заявив, що, можливо, понад 1000 осіб загинуло.

## Метеорологічна історія
1 березня «Météo-France» в Реюньйоні (MFR) зафіксував утворення циклону Ідаї із витягнутої циркуляції біля Мозамбіцької протоки. Рухався на захід-південний захід, до східного узбережжя Африки. Упродовж наступних днів MFR спостерігав над розвитком глибокої конвекції в системі, а вже 4 березня повідомили щодо формування тропічної депресії № 11 біля східного узбережжя Мозамбіку. Циклон повільно рухався на захід. Упродовж наступних днів вирував над Мозамбіком. Рухався на захід-північний захід. 8 березня на кордоні з Малаві розвернувся на схід, зробивши петлю, і знов повернувся до Мозамбіцької протоки Того ж дня, о 22:00 UTC, Об'єднаний центр попередження про тайфуни (JTWC) оприлюднив попередження про формування тропічного циклону (TCFA), і зазначив щодо зміцнення низькорівневого центру циркуляції у зв'язку зі сприятливим середовищем — слабкий градієнт вітру і висока температура поверхні моря (30 °C (86 °F)—31 °C (88 °F)). 9 березня JTWC випустила перше попередження про систему, класифікуючи її як тропічний циклон 18S. 10 березня, о 10:00 UTC, MFR класифікувала систему як помірний тропічний шторм і дала ім'я Ідаї. Упродовж наступних годин інтенсифікація пришвидшилась і вже о 18:00 (UTC) MFR повідомив, що циклон перетворився на тропічний циклон. Водночас, JTWC підвищив систему до еквівалента урагану 1-ї категорії за шкалою Саффіра-Сімпсона. Крім того, зміцнення субтропічного хребта на південному заходу й ослаблення екваторіальної конвергентної зони на півночі призвело до зменшення руху вперед. 11 березня, приблизно о 12:00 (UTC), Ідаї досяг свого піку як інтенсивний тропічний циклон із максимальними постійними (10-хвилин) вітрами до 175 км/год (110 mph). Також MFR повідомив щодо покращення структури циклону, за даними інфрачервоних зображень. За даними JTWC, 1-хвилинна швидкість вітру до 195 км/год (120 миль/год), що є еквівалентом урагану 3-ї категорії для атлантичного регіону.
12 березня, о 06:00 (UTC), система послабилась до тропічного циклону із 10-хвилинними вітрами до 130 км/год (80 mph). Упродовж наступних днів інтенсивність Ідая майже не змінилась, унаслідок структурних змін, що відбувалися в його внутрішньому ядрі. Ідаї продовжив рухатися в західному напрямку. 13 березня, о 18:00 (UTC), утворилося велике око, а система мала характеристики кільцевого тропічного циклону. Після шести годин Ідаї досяг свого піку із максимальними постійними (10-хвилин) вітрами до 195 км/год (120 mph) та мінімальний центральний тиск у 940 hPa (27,76 inHg). А JTWC повідомив щодо 1-хвилинних вітрів до 205 км/год (125 миль/год). При наближенні до узбережжя Мозамбіку, Ідаї почав слабшати внаслідок зниження температури поверхні моря і вертикального зсуву вітру. 15 березня, о 00:00 (UTC), MFR повідомив, що Ідаї вийшов на узбережжя біля Бейри, зі 10-хвилинними вітрами до 165 км/год (105 миль/год). Після цього JTWC видав своє остаточне попередження на Ідаї, стверджуючи, що в циклоні послабилась центральна конвекція й зменшилась температура над хмарами. Ідаї швидко послабився після виходу на берег. Того ж дня, о 6:00 (UTC), система послабилась до депресії зі 9-бальними вітрами за шкалою Бофорта, й ураган рухався вглиб країни. Через шість годин MFR видав своє останнє попередження для Ідая. Також було передбачено, що циркуляція системи збережеться ще кілька днів, супроводжуючись ливнями. MFR продовжував спостерігати за Ідаї упродовж наступних декількох днів, 17 березня вони повідомили, що залишки циклону продовжують вирувати над східним Зімбабве і внаслідок цього продовжуються рясні дощі.

## Наслідки
| Країна     | Смертей |
| ---------- | ------- |
| Мозамбік   | 268     |
| Зімбабве   | 98      |
| Малаві     | 56      |
| ПАР        | 7       |
| Мадагаскар | 3       |
| Усього     | 432     |

Циклон призвів до сильних паводків, злив у Мадагаскарі, Малаві, Мозамбіку, Зімбабве і ПАР. Загалом забрав життя в 314 осіб.

### Мозамбік

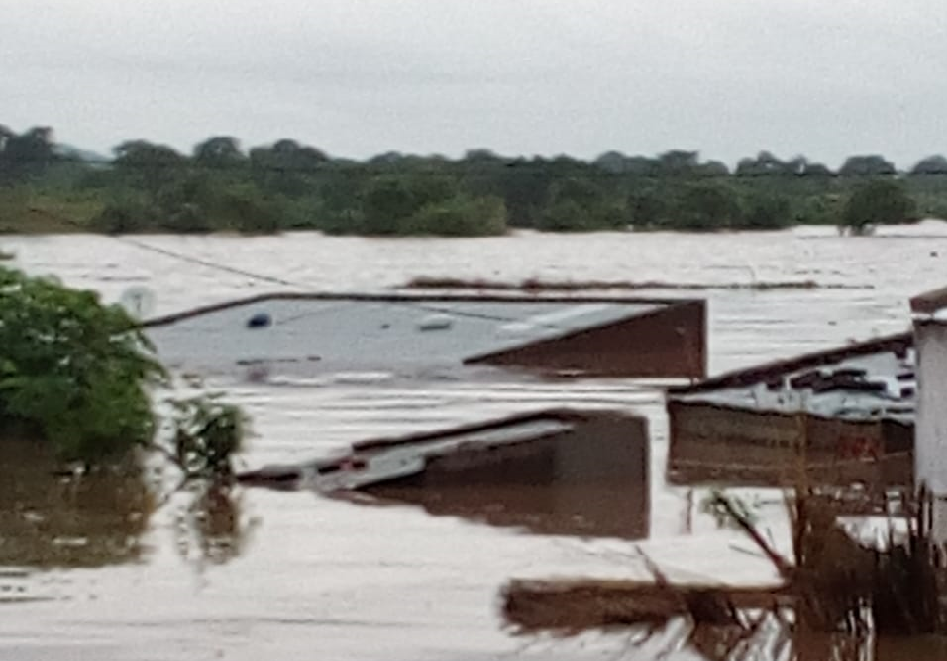
Унаслідок паводків затоплені будинки в Тете (Мозамбік), після першого приходу циклону Ідаї.

Коли Ідаї вирував над Мозамбіцькою протокою, то приніс до північно-західних регіонів зливи з опадами до 400 мм. Унаслідок зсувів і затоплень постраждало понад 1100 осіб, троє з них загинули, пошкоджено 137 будинків.
Тропічна депресія, що вирувала над північними регіонами забрала життя в 66 осіб, поранивши ще 111. Також циклон зруйнував 5 576 будинків, і пошкодив ще 15 467, включаючи вісім лікарень та 938 класів. Паводки знищили 168 000 гектарів сільськогосподарських культур. Уряд виділив 1,1 млрд метікал (US$17,6 млн) для надання допомоги постраждалим.
Удруге Ідаї вийшов на сушу біля Бейри, спричинивши штормові припливи до 4,4 м і катастрофічні паводки. Понад 500 тисяч містян залишились без електрики. Кількість опадів у місті перевищувала 200 мм, а максимальні становили 600 мм та зафіксовані в Шімої. Усього 84 особи загинули в провінції Софала. У лікарнях Бейри знаходиться понад 1500 травмованих. МФКК сповістили, що 90 % площі Бейри було повністю знищено, описавши збиток як «масовий і жахливий». Президент Мозамбіку заявив, що, можливо, понад 1000 осіб загинуло.

### Зімбабве
З 15 березня, коли циклон рухався на кордоні з Мозамбіком, спостерігались сильні дощі в східних регіонах. Найбільше опадів зафіксовано в районі Чимаманіні (200—400 мм). Унаслідок паводків і зсувів загинуло щонайменше 98 осіб та ще безліч зникло безвісти. У районах Чимаманіні та Чіпінге річка Нягонде вийшла з берегів, затопивши декілька населених пунктів. Також у східному Чимаманіні пошкоджено багато доріг і мостів, ізолювавши місцевих жителів.

### Малаві
Загалом загинуло 56 осіб, і ще 577 поранено. Уряду Малаві оцінив збитки в US$16,4 млн.

### ПАР
Спостерігались триденні зливи в східній частині ПАР, особливо у Квазулу-Наталь. Щонайменше сім чоловік загинули, переважно потонули, у Нтузумі, Інанда, Квамашу і Верулам. Збитки лише у Квазулу-Наталь оцінені в R100 млн (US$7 млн).

## Допомога

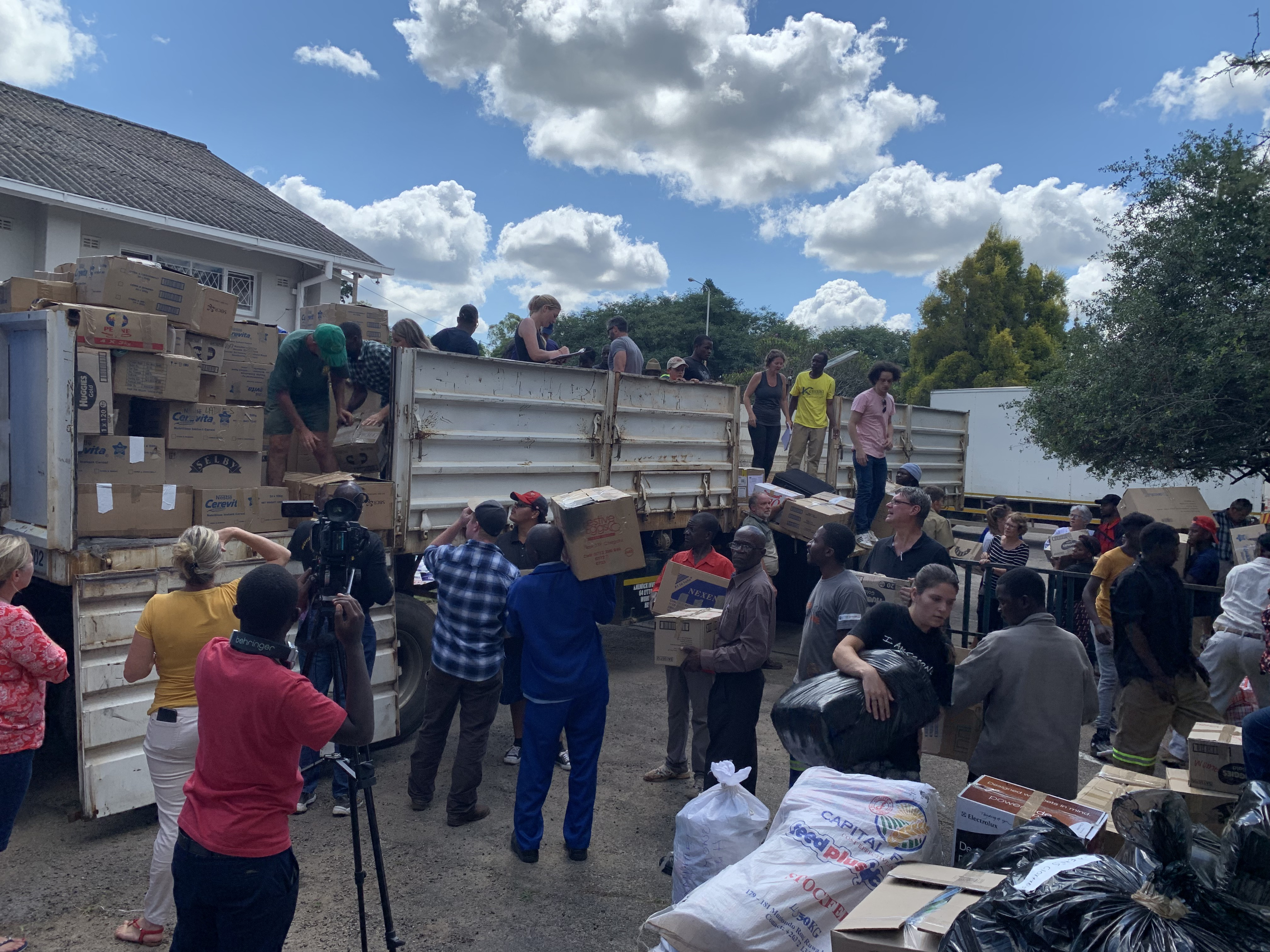
Волонтерська допомога постраждалим у районі Чимаманіні.

ООН та їхні партнери надали US$40,8 млн як екстрену допомогу постраждалим від Ідаю в Мозамбіку. За оцінками ЮНІСЕФ, для нагальних потреб дітей потрібно близько 10 мільйонів доларів.
З 16 березня Збройні сили Південно-Африканської Республіки забезпечили повітряну та наземну допомогу в Малаві та Мозамбіку.
Президент Зімбабве Еммерсон Мнангагва після шторму оголосив надзвичайний стан і розгорнув Національну армію і ВПС. У Хараре 17 березня створено командний центр із координації заходів допомоги та порятунку. Постійні зливи, паводки, та зсуви гальмували зусилля, залишаючи деяких жителів без допомоги. Мер Хараре Джекон Мафум описав подію як «серйозна гуманітарна криза» і закликав державу до «втручання в масовому масштабі, щоб уникнути біблійної катастрофи».